# کنسرواتوار

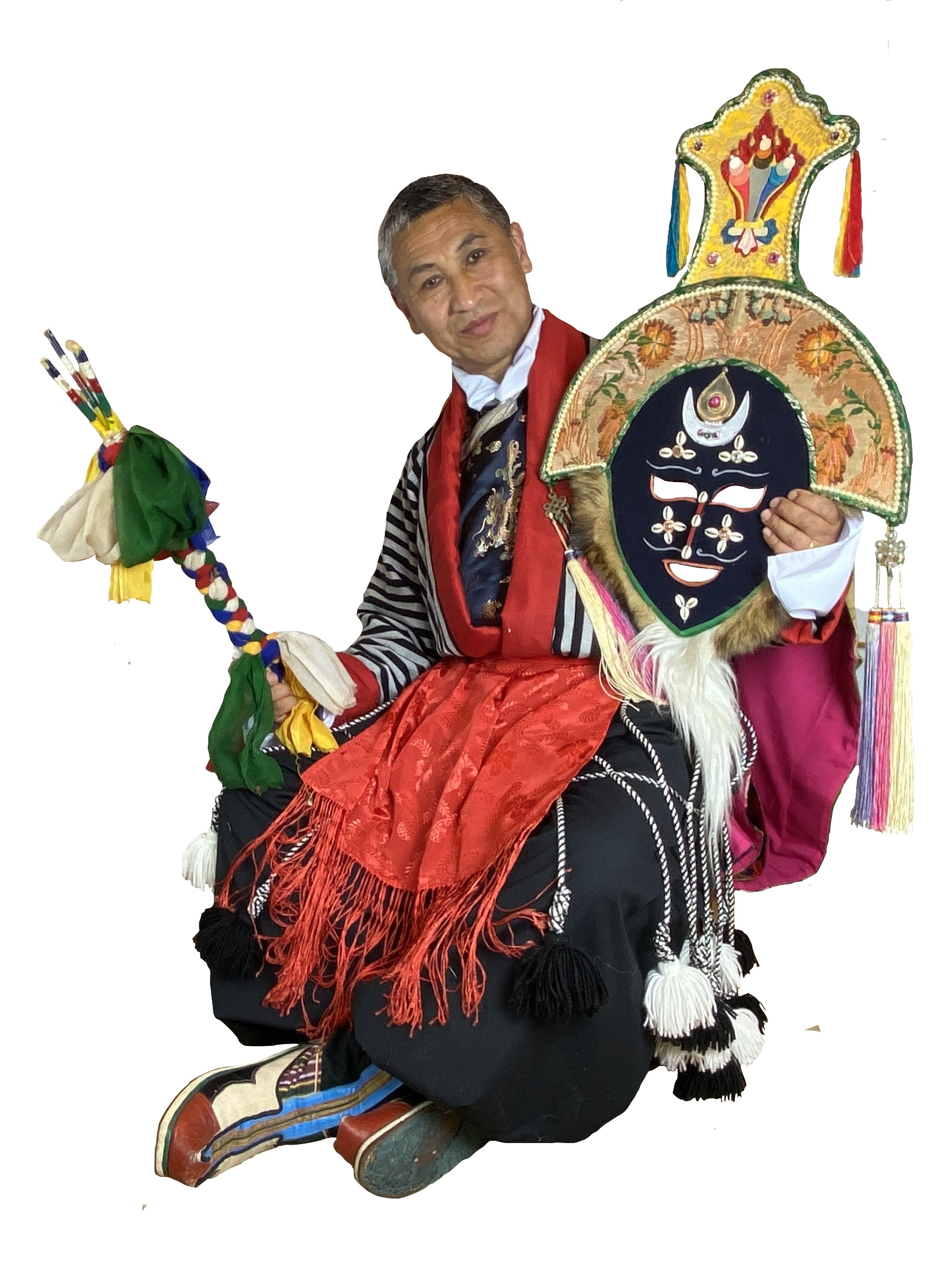
مرتبط

کنسرواتوار (به فرانسوی: Conservatoire) به معنای هنرستان عالی موسیقی است. در منابع انگلیسی‌زبان به معنای آکادمی موسیقی، کالج موسیقی و… نیز آمده‌است. در آن، رشته‌های موسیقی، از جمله نوازندگی، تئوری موسیقی، آهنگسازی، تاریخ موسیقی، موزیکولوژی و… تدریس می‌شود.

## واژهٔ کنسرواتوار
واژهٔ «کنسرواتوار» از زبان فرانسه به فارسی آمده‌است. این واژه در انگلیسی بریتانیایی conservatoire، در انگلیسی آمریکایی conservatory، در انگلیسی استرالیایی conservatorium، در زبان آلمانی Konservatorium، و در زبان ایتالیایی conservatorio خوانده می‌شود.

## تاریخچهٔ شکل‌گیری کنسرواتوار و شیوهٔ آموزش
کنسرواتوار برگرفته از واژهٔ ایتالیاییِ کنسرواتوریو (conservatorio)، اولین بار در دورهٔ رنسانس و پیش از آن برای یتیم‌خانه‌هایی در ایتالیا استفاده می‌شد که در آن‌ها به کودکان آموزش موسیقی داده می‌شد. به‌تدریج این اصطلاح برای آموزش حرفه‌ایِ موسیقی در مؤسسات و مدارس موسیقی به‌کار رفت. اولین کنسرواتوار سِکولارِ موسیقی به معنای امروزی در پاریس به سال ۱۷۸۴ تأسیس شد. در طول قرن ۱۹، مدل فرانسوی مدرسهٔ موسیقی در بسیاری از کشورهای اروپایی، ایالات متحدهٔ آمریکا و کانادا پیاده شد. آموزش موسیقی در دو بُعد اجرایی (عملی) و علوم نظری (تئوریک) رواج دارد. کنسرواتوارها معمولاً مؤسساتی هستند که تمرکز در آن‌ها بر روی شیوهٔ عملی و اجرایی موسیقی بوده‌است. این مؤسسات حتی گاهی به‌عنوان کلاس‌های آموزش عالی آزاد مربوط به یک دانشگاه یا مؤسسهٔ آموزش عالی فعالیت خود را انجام می‌دهند. اما در حال حاضر، کنسرواتوارها و دانشگاه‌ها از نظر آموزشی بسیار به یکدیگر نزدیک شده‌اند و دروس و رشته‌های مربوط به تئوری و تاریخ موسیقی در کنسرواتوارها تدریس می‌شود و همچنین بسیاری از دانشکده‌های موسیقی نیز رشته‌های عملیِ موسیقی، مانند نوازندگی را در سرفصل‌های دروس خود قرار داده‌اند.

## کنسرواتور موسیقی در ایران
در حال حاضر، بعضی از مؤسسات خصوصی در ایران، خود را کنسرواتوار موسیقی می‌نامند. اما قدیمی‌ترین مدرسهٔ موسیقی در ایران به شیوهٔ کنسرواتواری را می‌توان هنرستان عالی موسیقی دانست. نام این مدرسهٔ موسیقی ترجمه‌ای از همان واژهٔ «کنسرواتوار» است. حتی بعضی از دانش‌آموختگان این مدرسه در بیوگرافی خود از نام کنسرواتوار تهران (هنرستان عالی موسیقی تهران) استفاده می‌کنند.

## کنسرواتوارهای مشهور جهان
این فهرستی است از برخی مدرسه‌های مشهور موسیقی که در نام خود کلمهٔ کنسرواتوار دارند:
- کنسرواتوار جوزپه وردی در میلان، ایتالیا
- کنسرواتوار پاریس در پاریس، فرانسه
- کنسرواتوار سلطنتی موسیقی در تورنتو، کانادا
- کنسرواتوار ریشارد اشتراوس در مونیخ، آلمان
- کنسرواتوار سلطنتی موسیقی در لاهه، هلند
- کنسرواتوار سن پترزبورگ، در سن پترزبورگ، روسیه
- کنسرواتوار چایکوفسکی مسکو در مسکو، روسیه
- فرهنگستان سلطنتی موسیقی، بخشی از مجموعهٔ دانشگاه لندن در لندن، بریتانیا
- کنسرواتوار بیرمنگام در بیرمینگهام، بریتانیا
- فرهنگستان سلطنتی موسیقی و نمایش اسکاتلند، گلاسگو، بریتانیا
- فرهنگستان سلطنتی موسیقی ایرلند در دوبلین، جمهوری ایرلند
- کنسرواتوار سلطنتی بروکسل در بروکسل، بلژیک
- کنسرواتوار موسیقی سان‌فرانسیسکو در سان‌فرانسیسکو، آمریکا
- کالج سلطنتی موسیقی در استکهلم، سوئد
- فرهنگستان موسیقی فرانتس لیست در بوداپست، مجارستان
- کنسرواتوار موسیقی تهران (هنرستان عالی موسیقی تهران) در تهران، ایران

## مدارس موسیقی به شیوهٔ کنسرواتوار در ایران
- هنرستان عالی موسیقی (شامل دو هنرستان موسیقی پسران و دختران): در تهران، ایران
- هنرستان موسیقی سوره در تهران، ایران

## دانشکده‌ها و دپارتمان‌های دارای رشتهٔ نوازندگی
- دانشکدهٔ هنرهای نمایشی و موسیقی دانشگاه تهران: دارای رشته‌های نوازندگی موسیقی ایرانی و جهانی در مقطع کارشناسی؛ آهنگسازی در مقطع کارشناسی ارشد.
- دانشکدهٔ موسیقی دانشگاه هنر تهران: دارای رشته‌های نوازندگی موسیقی ایرانی و جهانی در مقطع کارشناسی و کارشناسی ارشد؛ آهنگسازی در مقطع کارشناسی و کارشناسی ارشد.
- دپارتمان موسیقی دانشگاه گیلان: دارای رشتهٔ نوازندگی موسیقی ایرانی در مقطع کارشناسی.
- دانشکدهٔ هنر و معماری دانشگاه آزاد تهران مرکز: دارای رشته‌های نوازندگی موسیقی ایرانی و جهانی در مقطع کارشناسی.
- دپارتمان آموزش‌های کنسرواتواری و علمی کاربردی مؤسسهٔ آموزش عالی نهاوند: دارای رشته‌های نوازندگی و خوانندگی موسیقی ایرانی و جهانی، آهنگسازی و رهبری کر و ارکستر.